# سام غاري
سام غاري (بالإنجليزية: Sam Gary)‏ هو موسيقي ومغني أمريكي، ولد في 19 فبراير 1917 في فلوريدا في الولايات المتحدة، وتوفي في 20 يوليو 1986 في أيكن في الولايات المتحدة.

## وصلات خارجية
- سام غاري على موقع ميوزك برينز (الإنجليزية)